# رسالة ميتة

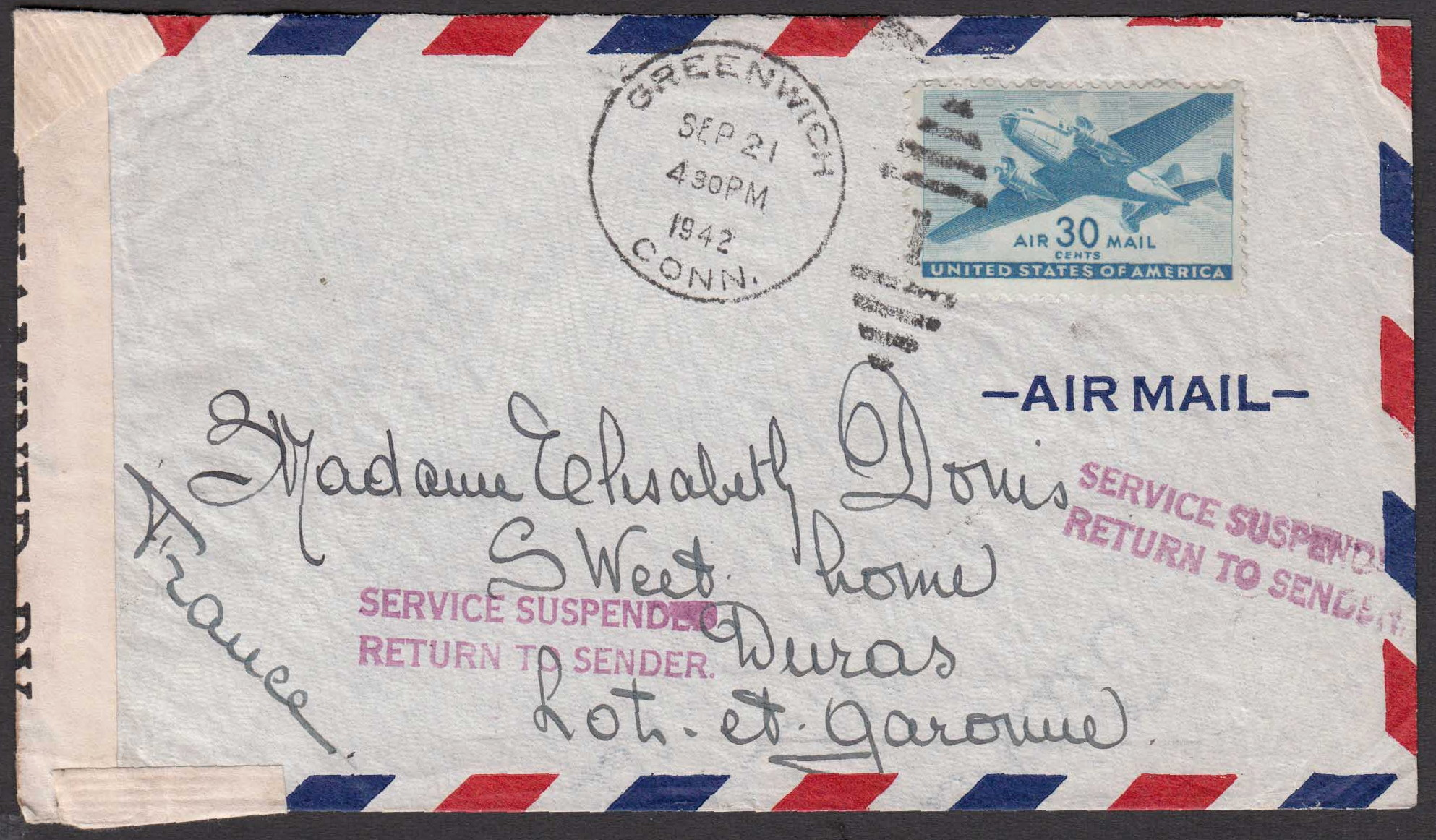
.

الرسالة الميتة أو البريد غير القابل للتسليم هو البريد الذي لا يمكن تسليمه إلى المرسل إليه أو إعادته إلى المرسل. عادة ما يكون هذا بسبب عدم الامتثال لتعليمات البريد أو نقص في عنوان المستلم وعنوان المرسِل أو عدم القدرة على إعادة توجيه البريد عندما ينقل كلٌ من المرسل والمستلم قبل تسليم الرسالة.